# Коршачинский сельский совет (Белопольский район)
Коршачинский сельский совет (укр. Коршачинська сільська рада) — входит в состав
Белопольского района
Сумской области
Украины.
Административный центр сельского совета находится в 
с. Коршачина
.

## Населённые пункты совета
- с. Коршачина
- пос. Амбары
- с. Зеленое
- с. Синяк